# Julija Stamatova
Julija Stamatova in bulgaro Юлия Стаматова? (4 giugno 1993) è una tennista bulgara.
Vincitrice di due titoli nel singolare e undici titoli nel doppio nel circuito ITF, il 21 dicembre 2015 ha raggiunto la sua migliore posizione nel singolare WTA piazzandosi 451º. Il 10 agosto dello stesso anno ha raggiunto, invece, il miglior piazzamento mondiale nel doppio alla posizione nº 447.

## Statistiche ITF

### Singolare

#### Vittorie (2)
| Torneo $100.000 (0) |
| Torneo $80.000 (0)  |
| Torneo $60.000 (0)  |
| Torneo $25.000 (1)  |
| Torneo $15.000 (1)  |
| Torneo $ 10 000 (1) |

| N. | Data            | Torneo                       | Superficie  | Avversaria in finale | Punteggio           |
| 1. | 10 maggio 2015  | ITF Womens Circuit, Mitilene | Cemento     | Ksenia Gaydarzhi     | 7-6(4), 1-6, 7-6(4) |
| 2. | 13 ottobre 2019 | ITF Woman Circuit, Tabarka   | Terra rossa | Pia Lovric           | 6-4, 6-3            |

### Doppio

#### Vittorie (10)
| Torneo $60.000 (1)  |
| Torneo $50.000 (0)  |
| Torneo $25.000 (8)  |
| Torneo $15.000 (1)  |
| Torneo $10.000 (13) |

| N.  | Data              | Torneo   | Superficie  | Compagna                  | Avversaria in finale                     | Punteggio      |
| 1.  | 21 dicembre 2012  | Adalia   | Terra rossa | Anastasia Grymalska       | Justine De Sutter Katarina Stewart       | 6-2, 3-6, 10-8 |
| 2.  | 21 giugno 2013    | Istanbul | Terra rossa | Christina Shakovets       | Polina Leykina Lidziyaz Marozova         | 6-2, 6-0       |
| 3.  | 18 ottobre 2014   | Candia   | Cemento     | Yumi Nakano               | Anita Husaric Laetitia Sarrazin          | 6-1, 6-2       |
| 4.  | 24 ottobre 2014   | Candia   | Cemento     | Réka Luca Jani            | Anna Bondár Dalma Gálfi                  | 6-4, 6-4       |
| 5.  | 4 luglio 2015     | Amarante | Cemento     | Olga Parres Azcoitia Olga | Martinez Martinez Maria Charlotte Roemer | 6-4, 6-3       |
| 6.  | 31 luglio 2015    | Istanbul | Cemento     | Anette Munozova           | Nikki Luttikhui Claudia Williams         | 6-4, 6-3       |
| 7.  | 26 settembre 2015 | Adalia   | Cemento     | Ayla Aksu                 | Tamara Kupkova Elina Nepliy              | 7-5, 6-3       |
| 8.  | 26 dicembre 2015  | Adalia   | Terra rossa | Aminat Kushkhova          | Karin Kennel Nastja Kolar                | 7-5, 6-1       |
| 9.  | 10 marzo 2018     | Hammamet | Terra rossa | Ellie Halbauer            | Giorgia Marchetti Alice Matteucci        | 6-4, 6-3       |
| 10. | 9 marzo 2019      | Tabarka  | Terra rossa | Silvia Njirić             | Remy Vinciane Marie Temin                | 6-3, 6-3       |
| 11. | 17 novembre 2019  | Candia   | Terra rossa | Ani Amiraghyan            | Oana Gavrila Melgar Noelia Zeballos      | 6-1, 4-6, 10-7 |